# Moving soul
「moving soul」（ムービング・ソウル）は、栗林みな実の楽曲。栗林みな実が作詞、桑原聖が作曲を手掛けた。栗林の33枚目のシングルとして2014年7月30日にLantisから発売された。

## 背景
本曲は、テレビアニメ『Fate/kaleid liner プリズマ☆イリヤ ツヴァイ!』のオープニングテーマに起用された。栗林は原作を読んだ上で、人が存在する理由やライブの熱さなど、いわゆる運命のようなものを感じ取ったという。
レコーディングでは感情を込め、棒読みを避けようと考えていたため、本番の前に練習をある程度行ったことを明かしている。弦のレコーディング時には栗林の旧友が訪れたために、栗林は感動したという。ちなみに、ギターは飯塚昌明が弾いており、「ボーカルがふたりいる」ような錯覚を覚えたという。

## シングルリリース
2014年7月30日にLantisから発売された。栗林のシングルとしては前作「True Blue Traveler」から9か月ぶりのリリースとなる。
初回限定盤（LACM-34246）と通常盤（LACM-14246）の2種リリースで、初回限定盤には本曲のPVとメイキングを収録したDVDが同梱されている。ちなみにジャケットには月明かりの下で佇むイリヤとクロエの様子が描かれている。
2曲目「導きの書」は、栗林が高校時代から書いている日記帳を基に制作した曲で、アルバムのタイトルチューン制作をイメージしながら行ったという。

## シングル収録内容
| 全作詞: 栗林みな実。 |                              |            |            |          |      |
| #                    | タイトル                     | 作詞       | 作曲       | 編曲     | 時間 |
| 1.                   | 「moving soul」              | 栗林みな実 | 桑原聖     | 酒井拓也 | 4:54 |
| 2.                   | 「導きの書」                 | 栗林みな実 | 栗林みな実 | 菊田大介 | 5:17 |
| 3.                   | 「moving soul（Off Vocal）」 | 栗林みな実 |            |          | 4:54 |
| 4.                   | 「導きの書（Off Vocal）」    | 栗林みな実 |            |          | 5:17 |
| 合計時間:            | 合計時間:                    | 合計時間:  | 合計時間:  | 20:24    |      |

| #  | タイトル                    | 作詞 | 作曲・編曲 |
| -- | --------------------------- | ---- | ---------- |
| 1. | 「moving soul」(Music Clip) |      |            |

## チャート
| チャート（2014年）                | 最高位 |
| --------------------------------- | ------ |
| オリコン                          | 31     |
| Billboard JAPAN Hot 100           | 61     |
| Billboard JAPAN Hot Animation     | 15     |
| Billboard JAPAN Hot Singles Sales | 27     |